# Fibla maclachlani
Fibla maclachlani är en halssländeart som först beskrevs av Willem Albarda 1891. 
Fibla maclachlani ingår i släktet Fibla och familjen reliktsländor. Inga underarter finns listade i Catalogue of Life.